# Vincent Mathy
Pour les articles homonymes, voir Mathy.
Vincent Mathy, né le 15 août 1971 à Liège, est un illustrateur et auteur de bande dessinée belge.

## Biographie
Vincent Mathy naît le 15 août 1971 à Liège.
Après des études de bande dessinée à l'Institut Saint-Luc de Bruxelles de 1998 à 2001,, il s'intéresse à la communication visuelle au sens large et l'illustration pour enfants en particulier.
Il est illustrateur au quotidien Le Soir et à l'édition belge du Nouvel Observateur. Il collabore aux magazines Astrapi, J'aime lire, Maximum et DLire des éditions Milan et Bayard Jeunesse.
En 1997, il fait son entrée dans Spirou avec la série jeunesse Ludo, en collaboration avec le scénariste Denis Lapière et le dessinateur Pierre Bailly et Francesca, 8 tomes sont publiés aux éditions Dupuis de 1998 à 2009.
Il réalise en collaboration avec des éditeurs français, américains, anglais et coréens une trentaine de livres dont certains sont traduits dans une dizaine de langues.
Il réalise également une campagne de sensibilisation pour Amnesty International ainsi que l'affiche du Festival Ciné Junior 
en 2006.
En 2014, il développe des produits « enfant » pour le magasin de l'Atomium.
Parallèlement, Mathy enseigne la bande dessinée à l'École supérieure des arts Saint-Luc de Liège.

### Vie privée
Il vit à la frontière belge entre Liège et Maastricht en 2025,.

## Œuvres publiées
- Les Petits Débrouillards, Albin Michel, 2001
- Y’a pas photo !, texte de Thierry Magnier, Milan, 2002
- Un sosie venu d’ailleurs, texte de Michael Leblond, Lito, 2003
- Sauvez Kathine !, texte d’Annie Pietri, Bayard, 2003  (ISBN 9782747009287)
- Mes monstres et moi., texte de Cathy Ytak et Arnaud Almeras, Lito, 2003
- Dokéo Benjamin, Nathan, 2003
- Piscine maudite, texte de Pascal Hérault, Nathan, 2004
- Expériences avec les plantes, texte de Delphine Grinberg, Nathan, coll. « Croq'sciences », 2005  (ISBN 2092505440)
- Joyeux anniversaire !, Père Castor/Flammarion, 2006
- Mon beau sapin !, Père Castor/Flammarion, 2006
- Quel est ce drôle de bruit ?, texte de Guénolée André, Casterman, 2007
- Brosse-toi le bec Cocopoulette !, texte de Clair Arthur, Père Castor, 2007  (ISBN 9782081203471)
- Qui c'est le grand méchant loup, Père Castor, 2008
- La Plus Grande Bataille de polochons du monde, texte de Vincent Cuvellier, Gallimard, 2008
- Frère Jacques, Père Castor/Flammarion, 2008
- La Rentrée, mon chat et moi, texte de Marie-Hélène Delval, Bayard, 2008
- Jour papillon ou jour hérisson ?, texte d'Agnès de Lestrade, Albin Michel, 2009
- Bellaciao, texte de Fred Bernard, Michel Lagarde, 2009
- La Princesse au petit pois, texte de Hans Christian Andersen, Tourbillon, 2010
- Vues sur la ville, préface d'Anna Gavalda, Michel Lagarde, 2010
- Les Cahiers de l’Articho, nos 1 et 3 en Marge, 2010/2011
- Pensées à déplier, texte de Jean-Luc Coudray, Edune, 2010
- Petits ruisseaux, texte de Cathy Ytak, Sarbacane, 2011  (ISBN 9782848654409)
- Rue de l’Articho, Thierry Magnier, 2011
- Une Histoire de Galette et de roi, texte d'Alice Brière-Haquet, Flammarion, 2011
- Boucle d’or et les trois ours, Tourbillon, 2012
- Barnabé et la fusée, (Texte de Arthur H et Yann Walcker), Gallimard, 2012  (ISBN 9782070648917)
- C’est beurk, j’adore !, texte de Justine de Lagausie, Seuil jeunesse, 2013  (ISBN 9782021075540)
- Les Jours hibou, texte de Davide Cali, Sarbacane, 2013  (ISBN 9782848656229)
- Jojo et Co, Paris, Fourmis rouges, coll. « Cube », 2013  (ISBN 9782369020066)
- Qui se cache sous…, (8 albums), Albin Michel, 2014-2015
- Tom Pouce, Magnard, 2014
- Mes plus belles Musiques classiques vol 2, Gallimard, 2014
- Petites comptines des animaux, Milan, 2014  (ISBN 9782745962041)
- The best gifts for mom, Hansol coreen éd, 2014
- Attention chantier, texte de Anne-Sophie Baumann, Gallimard Jeunesse, coll. « Monde animé », 2015  (ISBN 9782070659401)
- I see, Hansol coreen ed, 2015
- À quatre pattes et hop !, Flammarion, 2016  (ISBN 9782081344426)
- Les Bêtises, texte d'Henri Dès, Des Braques, 2016
- Le Lion, Henri Meunier et Vincent Mathy, Albin Michel jeunesse, 2021  (ISBN 978-2226454416).
- La Suite incroyable (mais vraie !) des aventures de Boucle d'or et les trois ours !, Nathan, 2024  (ISBN 9782095030742).
- Le Cas Canard[9], La Partie, 2024  (ISBN 978-2-492768-26-2).

### Artbooks
- Bruxelles - 20 ans / 20 auteurs[17], Pierre Dejemeppe, Bruxelles, septembre 1999
Scénario : Thierry Bellefroid - Dessin : collectif - Couleurs : quadrichromieÉdité à l'occasion des 20 ans de la Région Bruxelles-Capitale avec François Avril, Philippe Berthet, Émile Bravo, Renaud Collin, Nicolas de Crécy, Johan De Moor, André Geerts, Dominique Goblet, Sacha Goerg, Jean-Claude Götting, André Juillard, Régis Lejonc, Jacques de Loustal, Cédric Manche, Vincent Mathy, David Merveille, Ever Meulen, François Schuiten, Thierry Van Hasselt et Bernar Yslaire. Format à l'italienne.